# Капача

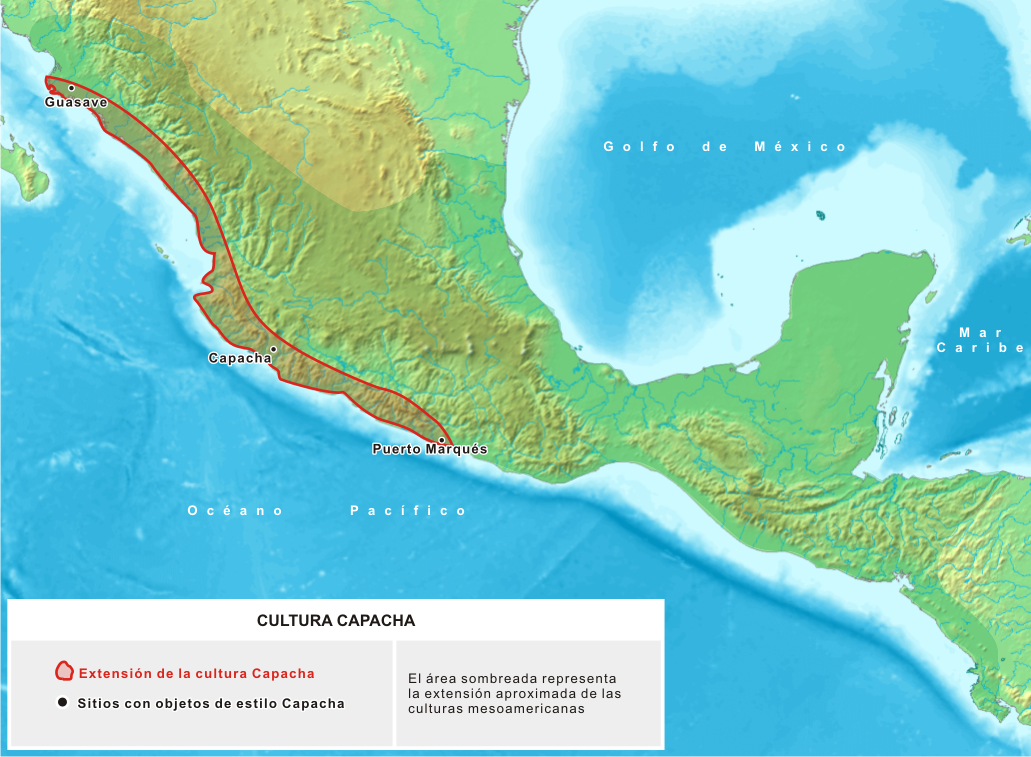
Карта распространения культуры Капача

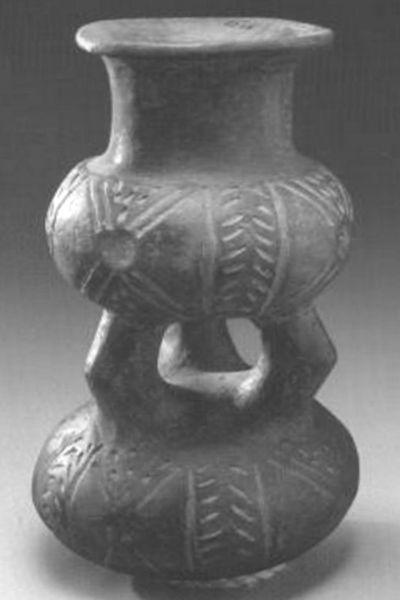
Ваза культуры Капача

Культура Капача существовала на западе Мексики, представлена археологическим комплексом у города Колима. Это наиболее ранняя из чётко оформленных археологических культур Месоамерики, датируется периодом XX—XII вв. до н. э. Её открыла и первой подробно описала американский археолог Изабель Трасдел-Келли (en:Isabel Kelly), которая проводила раскопки в зоне Колимы в 1939 г. Сходство между предметами данной культуры и керамикой того же временного периода, найденной в Эквадоре, даёт основание предполагать о более ранней связи между западом Месоамерики и культурами Анд.
Географически останки керамики типа Капача встречаются по всему тихоокеанскому побережью Мексики от города Синалоа на севере до штата Герреро на юге. В особенности важными являются погребения, которые открыл Гордон Экхолм в Гуасаве.